# 王记文
王记文（？—），男，中华人民共和国政治人物，曾任新疆维吾尔自治区高级人民法院党组书记、副院长，二级大法官。